# Institut celoživotního vzdělávání Vysokého učení technického v Brně
Institut celoživotního vzdělávání (ICV) je součást Vysokého učení technického v Brně, která zabezpečuje interní vzdělávání pro zaměstnance školy, poradenství a kurzy pro studenty ale i ostatní zájemce (např. jazykové kurzy češtiny pro cizince) a také přednášky, semináře a cvičení pro seniory – tzv. univerzita třetího věku. Je také garantem výuky vybraných předmětů na ostatních fakultách. Sídlo institutu se nachází na Kounicově ulici vedle Moravské zemské knihovny.
Dříve se tento institut nazýval Centrum vzdělání a poradenství.